# Johann Thölde
Johann Thölde, noto anche come Johannes Toeltius (Grebendorf, 1565 – 1614), è stato un alchimista, scrittore e editore tedesco.

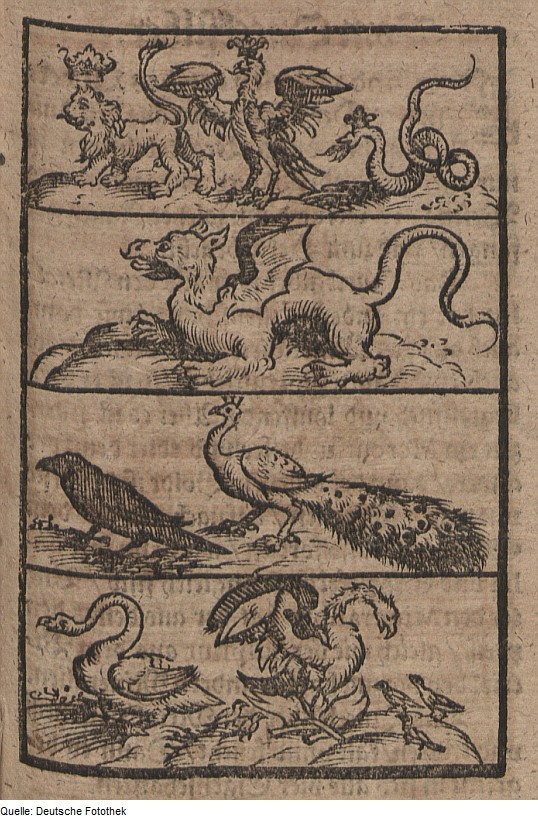
Theosophie & Alchemie, Johann Thölde

Proveniva da una famiglia proprietaria per tre generazioni di una salina ad Allendorf.
Frequentò dal 1580 l'Università di Erfurt e dal 1583 l'Università di Jena, alla quale era iscritto col nome Johannes Töllius von Greffendorf.
È considerato da molti studiosi, tra cui lo storico della chimica Hermann Kopp, l'autore, oltre che l'editore, degli scritti di Basilius Valentinus.
Col nome di Basilius Valentinus scrisse molte opere, tra cui:
- Triumphwagen des Antimonii, Lipsia 1604 (ristampato da Buchverlag nel 2004, ISBN 978-3-9802788-7-4)
- De Occulta Philosophia (Oder Von der heimlichen Wundergeburt der sieben Planeten und Metallen), Lipsia 1611

Col nome di Johann Thölde:  
- Haliographia, Lipsia 1612 (ristampato da Reprintverlag, Lipsia 1992, ISBN 3-7463-0193-9)